# Parroquia Manuel Piar
La Parroquia Manuel Piar o simplemente Manuel Piar es una de las divisiones administrativas en las que se encuentra organizado el Municipio Casacoima en el Estado Delta Amacuro, en la parte más oriental del país sudamericano de Venezuela.

## Historia
El territorio fue explorado y colonizado por los españoles quienes construyeron en el área los llamados Castillos de Guayana, entre los que destacan el Castillo de San Francisco de Asís (o Fuerte Villapol) construido entre 1678 y 1685 y el Castillo de San Diego de Alcalá (o Fuerte Campo Elías) que fue construido entre 1734 y 1747. Como el resto de la nación formó parte de la Capitanía General de Venezuela desde 1777. En la Venezuela independiente formó parte del Cantón del Bajo Orinoco o Piacoa entre 1830 y 1856.
Entre 1884 y 1991 formó parte del Territorio Federal Delta Amacuro. Desde 1992  el sector es una de las parroquias del Estado Delta Amacuro. La región debe su nombre al militar y político venezolano Manuel Piar quien lucho contra España durante la época de la Guerra de Independencia.

## Geografía
La entidad posee una superficie estimada en 14660 hectáreas (146,6 kilómetros cuadrados de superficie). Limita al norte con el Río Orinoco, al este con las parroquias Juan Bautista Arismendi e Imataca, al sur con el Estado Bolívar y al oeste con la Parroquia 5 de julio. El Triunfo ubicada al sur del territorio parroquial es su capital y localidad más destacada. El territorio posee diversas lagunas como las cercanas al cerro denominado El Padrastro, llamadas la Ceiba y el Baratillo. Una pequeña parte de su superficie está incluida en la Reserva Forestal de Imataca.

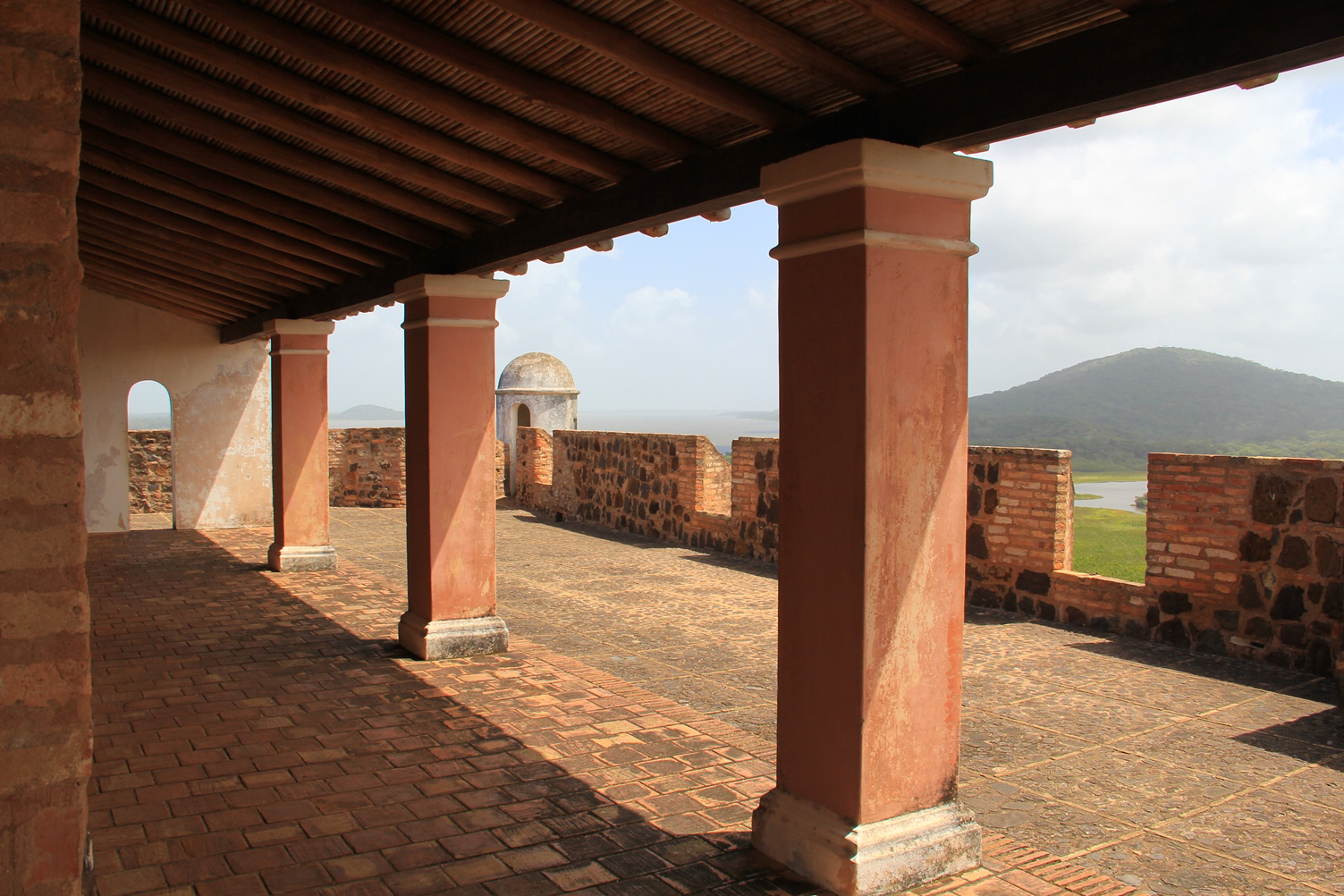
Castillo de San Diego de Alcalá

### Lugares de interés
- Laguna La Ceiba
- Laguna El Baratillo
- Cerro El Padrastro
- El Triunfo
- Rio Orinoco
- Castillo de San Diego de Alcalá
- Castillo de San Francisco de Asis
- Reserva Forestal de Imataca